# Vadló
A vadló (Equus ferus) Eurázsia mérsékelt égövi területein őshonos páratlanujjú patás állat.
Egyik alfaja a közép-ázsiai sztyeppeken élő, fűevő, 124–145 cm marmagasságú Przsevalszkij-ló (Equus ferus przewalski). A mongóliai Góbi-sivatagban ma már csak 250 példányra becsült állománya él, Kínában pedig jelenleg is tart a visszatelepítésük. 2024-ben a kazah sztyeppére is visszatelepítettek 7 példányt, mintegy 200 évvel azután, hogy eltűntek a régióból. A visszatelepítési projektben a prágai és a müncheni állatkert is részt vesz, 2030-ig összesen 40 vadlovat engednének szabadon Kazahsztánban.
Másik alfaja, a kelet-európai sztyeppeken őshonos tarpán (Equus ferus gmelini), amely mára kihalt. A háziló (Equus ferus caballus) a tarpán háziasított változata. Állatkertekben több ősi jellegű háziló fajta keresztezésével „visszatenyésztették” a tarpánt, vagyis egy nagyon hasonló fajtát hoztak létre.
A világ sok részén – pl. Észak-Amerika, Afrika, Európa, Ausztrália stb. – élnek házilovak elszabadult példányaitól származó, elvadult állományok, a köznyelv őket is gyakran „vadló”-nak nevezi. Az észak-amerikai elvadult lovak „musztáng” néven ismertek.

## Galéria
- Tarpán a Moszkvai Állatkertben, 1884-ben
- Przsevalszkij-ló]
- Észak-amerikai elvadult ló a musztáng
- Elvadult lovak Namíbiában